# USS Grampus (SS-207)
USS Grampus (SS-207) là một  tàu ngầm lớp Tambor được Hải quân Hoa Kỳ chế tạo ngay trước Chiến tranh Thế giới thứ hai. Nó là chiếc tàu chiến thứ năm của Hải quân Hoa Kỳ được đặt cái tên này, theo tên loài cá heo Risso. Nó đã phục vụ trong suốt Thế Chiến II, thực hiện được sáu chuyến tuần tra và đánh chìm một tàu chở dầu tải trọng 8.636 tấn. Con tàu mất tích trong chuyến tuần tra cuối cùng tại khu vực quần đảo Solomon, có thể bị tàu khu trục Nhật Bản đánh chìm trong eo biển Blackett vào ngày 5 tháng 3, 1943. Grampus được tặng thưởng ba Ngôi sao Chiến trận do thành tích phục vụ trong Thế Chiến II.

## Thiết kế và chế tạo
Lớp Tambor có nhiều đặc tính được cải tiến so với tàu ngầm lớp Sargo dẫn trước. Hình dạng thân tàu được làm suôn thẳng hơn để đạt tốc độ nhanh hơn, và thùng lặn khẩn cấp được trang bị lại giúp con tàu lặn xuống nhanh hơn. Hệ thống động lực toàn diesel-điện được áp dụng, và giải quyết được sự cố chập mạch trước đây. Nó trang bị động cơ General Motors-Winton dẫn động máy phát điện, và động cơ điện kết nối với trục chân vịt qua hộp số giảm tốc.
Lần đầu tiên đối với tàu ngầm Hoa Kỳ, lớp Tambor có đến mười ống phóng ngư lôi gồm sáu trước mũi và bốn phía đuôi. Hiệu quả tác chiến được cải thiện nhờ bố trí lại người vận hành sonar và máy tính dữ liệu ngư lôi vào một tháp chỉ huy lớn hơn, cho phép trao đổi trực tiếp với hạm trưởng, cùng một kính tiềm vọng kiểu mới có đầu nhỏ hơn giúp khó bị phát hiện. Thoạt tiên được chỉ được trang bị pháo 3 in (76 mm)/50 caliber, boong tàu được gia cố sẵn đủ để lắp đặt pháo cỡ 5 in (130 mm)/51 caliber khi tình huống tác chiến đòi hỏi.
Grampus được đặt lườn tại xưởng tàu của hãng Electric Boat Company ở Groton, Connecticut vào ngày 14 tháng 2, 1940. Nó được hạ thủy vào ngày 23 tháng 12, 1940, được đỡ đầu bởi bà Clark H. Woodward, và được cho nhập biên chế cùng Hải quân Hoa Kỳ tại New London, Connecticut vào ngày 23 tháng 5, 1941 dưới quyền chỉ huy của Hạm trưởng, Thiếu tá Hải quân Edward S. Hutchinson.

## Lịch sử hoạt động

### 1941
Sau khi hoàn tất việc chạy thử máy tại khu vực eo biển Long Island, Grampus cùng với tàu ngầm chị em Grayback (SS-208) lên đường vào ngày 8 tháng 9, 1941 cho một chuyến thực hành huấn luyện đến vùng biển Caribe, rồi quay trở về New London, Connecticut vào ngày 28 tháng 9. Nó vẫn đang được đại tu sau chạy thử máy Portsmouth, New Hampshire khi Hải quân Đế Quốc Nhật Bản bất ngờ tấn công căn cứ Trân Châu Cảng vào ngày 7 tháng 12 khiến chiến tranh bùng nổ tại Mặt trận Thái Bình Dương. Nó lên đường vào ngày 22 tháng 12, đi ngang qua kênh đào Panama và California trước khi đi đến Trân Châu Cảng vào ngày 1 tháng 2, 1942.

### 1942

#### Chuyến tuần tra thứ nhất
Grampus rời Trân Châu Cảng vào ngày 8 tháng 2, 1942 cho chuyến tuần tra đầu tiên trong chiến tranh, hoạt động tại các khu vực quần đảo Marshall và Caroline. Nó đã trinh sát thủy văn các đảo san hô Kwajalein và Wotje, chuẩn bị cho các chiến dịch đổ bộ trong tương lai. Vào ngày 4 tháng 3, lúc khoảng 23 giờ, nó đã phóng ngư lôi đánh chìm tàu chở dầu Kaijo Maru số 2 (8.636 tấn) ở vị trí khoảng 145 nmi (269 km) về phía Nam đảo san hô Truk thuộc quần đảo Caroline, tại tọa độ 4°52′B 151°20′Đ / 4,867°B 151,333°Đ; 90 thủy thủ và hành khách đã thiệt mạng cùng con tàu. Nó kết thúc chuyến tuần tra và quay trở về Trân Châu Cảng vào ngày 4 tháng 4.

#### Chuyến tuần tra thứ hai
Trong chuyến tuần tra thứ hai từ ngày 28 tháng 4 đến ngày 17 tháng 6 tại khu vực Truk, Grampus đụng độ với nhiều tàu chống ngầm và không tiêu diệt được mục tiêu nào. Nó kết thúc chuyến tuần tra và đi đến Fremantle, Australia, là căn cứ hoạt động tàu ngầm mới của Hạm đội Thái Bình Dương.

#### Chuyến tuần tra thứ ba
Khởi hành từ Fremantle vào ngày 8 tháng 7 cho chuyến tuần tra thứ ba, Grampus hoạt động tại vùng biển quần đảo Philippine. Tuy nhiên tầm nhìn kém do thời tiết xấu khiến nó gặp khó khăn để tìm kiếm mục tiêu dọc theo bờ biển Luzon và Mindoro. Nó phát hiện một số mục tiêu nhưng không thể tấn công, và quay trở về Fremantle vào ngày 30 tháng 8.

#### Chuyến tuần tra thứ tư
Đón lên tàu bốn trinh sát viên duyên hải người Australia, Grampus khởi hành từ Fremantle vào ngày 2 tháng 10 cho chuyến tuần tra thứ tư, đúng vào giai đoạn cao trào của Chiến dịch Guadalcanal. Trong suốt chuyến tuần tra, nó đụng độ tổng cộng bốn tàu tuần dương và 79 tàu khu trục thuộc năm đoàn tàu vận tải khác nhau, tấn công mà không đánh chìm được mục tiêu nào mà phải chịu đựng 104 quả mìn sâu phản công. Chiếc tàu ngầm cho đổ bộ hai trinh sát viên duyên hải lên đảo Vella Lavella vào ngày 14 tháng 10, rồi đến ngày 19 tháng 10 lại cho đổ bộ hai trinh sát viên còn lại lên đảo Choiseul. Trước đó vào ngày 18 tháng 10, Grampus phóng bốn quả ngư lôi Mark 14 tấn công tàu tuần dương hạng nhẹ Yura ngoài khơi đảo Choiseul, tại tọa độ 07°47′N 157°19′Đ / 7,783°N 157,317°Đ, nhưng một quả ngư lôi trúng đích đã không kích nổ. Chiếc tàu ngầm quay trở về căn cứ tại Brisbane, Australia vào ngày 23 tháng 11.

### 1943

#### Chuyến tuần tra thứ năm
Trong chuyến tuần tra thứ năm khởi hành từ Brisbane, Australia từ ngày 14 tháng 12, 1942 đến ngày 19 tháng 1, 1943, Grampus tiếp tục hoạt động dọc các tuyến hàng hải quan trọng của Nhật Bản. Nó bắt gặp tổng cộng 41 mục tiêu và đã tấn công nhưng vẫn không ghi được thành tích nào.

#### Chuyến tuần tra thứ sáu - Bị mất
Cùng với tàu ngầm chị em Grayback, Grampus khởi hành từ Brisbane vào ngày 11 tháng 2 cho chuyến tuần tra thứ sáu, cũng là chuyến cuối cùng, và đã không quay trở lại căn cứ; nguyên nhân con tàu bị mất vẫn còn là điều bí ẩn. Thủy phi cơ tuần tra Nhật Bản báo cáo đã đánh chìm một tàu ngầm vào ngày 18 tháng 2 tại khu vực tuần tra của Grampus, nhưng Grayback báo cáo trông thấy Grampus cùng tại khu vực này vào ngày 4 tháng 3. Grampus được tin là đã gây hư hại cho chiếc tàu buôn Keiyo Maru (6.442 tấn) vào ngày 19 tháng 2, và chiếc tàu quét mìn W-22 vào ngày 27 tháng 2. Đến ngày 5 tháng 3, các tàu khu trục Minegumo và Murasame cùng phối hợp tấn công một tàu ngầm gần đảo Kolombangara. Một vệt dầu loang lớn xuất hiện vào ngày hôm sau, cho thấy Grampus có thể đã bị đắm trong cuộc đụng độ. Cả Minegumo lẫn Murasame đều bị tàu tuần dương và tàu khu trục Hoa Kỳ đánh chìm trong trận chiến eo biển Blackett diễn ra ngay sau đó. 
Sau nhiều nỗ lực bắt liên lạc với chiếc tàu ngầm nhưng không thành công, Grampus được công bố bị mất với tổn thất toàn bộ thủy thủ đoàn. Tên nó được cho rút khỏi danh sách Đăng bạ Hải quân Hoa Kỳ vào ngày 21 tháng 6, 1943.

## Phần thưởng
Grampus được tặng thưởng ba Ngôi sao Chiến trận do thành tích phục vụ trong Thế Chiến II. Nó được ghi công đã đánh chìm một tàu chở dầu tải trọng 8.636 tấn.
|  |                                         |  |
|  | Bronze star · Bronze star · Bronze star |  |

| Dãi băng Hoạt động Tác chiến  |                                                                         |                                      |
| Huân chương Chiến dịch Hoa Kỳ | Huân chương Chiến dịch Châu Á-Thái Bình Dương với 2 Ngôi sao Chiến trận | Huân chương Chiến thắng Thế Chiến II |